# Aníbal Ciocca
Aníbal Ciocca (23 lipca 1915 - 7 listopada 1981) – piłkarz urugwajski noszący przydomek Principe, środkowy napastnik.
Ciocca w piłkę zaczął grać w klubie Montevideo Wanderers, skąd w 1931 roku przeszedł do Club Nacional de Football. Akurat w tym samym roku Wanderers został ostatnim mistrzem Urugwaju ery amatorskiej, podczas gdy Nacional został wicemistrzem. W 1933 roku Ciocca zdobył razem z klubem Club Nacional de Football mistrzostwo Urugwaju. Sukces ten powtórzył w 1934 roku.
Jako piłkarz klubu Nacional wziął udział w turnieju Copa América 1935, gdzie Urugwaj zdobył mistrzostwo Ameryki Południowej. Ciocca zagrał we wszystkich trzech meczach - z Peru, Chile (zdobył 2 bramki) i Argentyną (1 bramka). Zdobycie trzech bramek dało mu tytuł wicekróla strzelców turnieju. W lidze razem z Nacionalem po raz drugi zdobył wicemistrzostwo kraju, co było początkiem serii czterech wicemistrzowskich tytułów - Nacional wicemistrzem został jeszcze w latach 1936, 1937 i 1938.
Następnie wziął udział w turnieju Copa América 1939, gdzie Urugwaj został wicemistrzem Ameryki Południowej. Ciocca zagrał we wszystkich czterech meczach - z Ekwadorem, Chile, Paragwajem i Peru. W tym samym roku zdobył razem z Nacionalem swój kolejny tytuł mistrza Urugwaju. Był to początek całej serii mistrzowskich tytułów, które zdobył jeszcze w latach 1940, 1941, 1942 i 1943.
Nadal jako piłkarz Nacionalu wziął udział w turnieju Copa América 1942, gdzie Urugwaj zdobył mistrzostwo Ameryki Południowej. Ciocca zagrał we wszystkich sześciu meczach - z Chile (zdobył bramkę), Ekwadorem, Brazylią, Paragwajem (zdobył bramkę), Peru i Argentyną.
Po udanych mistrzostwach kontynentalnych Ciocca jeszcze dwa razy zdobył razem z Nacionalem tytuł mistrza Urugwaju - w 1943 i 1946, oraz dwa razy wicemistrzostwo Urugwaju - w 1944 i 1945. W 1946 roku zakończył karierę piłkarską.
Ciocca dwukrotnie został królem strzelców ligi urugwajskiej - w 1934 jako zdobywca 13 bramek i w 1936 po zdobyciu 14 bramek.
Od 18 lipca 1934 roku do 4 kwietnia 1943 roku Ciocca rozegrał w reprezentacji Urugwaju 21 meczów i zdobył 7 bramek.
Ciocca ze względu na prezentowaną elegancję gry określany był przydomkiem Principe (czyli Książę). Był mistrzem finezyjnej kombinacji i świetnym strzelcem - w lidze urugwajskiej zdobył aż 157 goli.